# Robert Fawtier
Robert Fawtier (Annaba, Argelia, 23 de agosto de 1885-París, 21 de enero de 1966) fue un bibliotecario e historiador medieval francés autor de varias hagiografías y especialista en la Francia medieval bajo la dinastía capeta.

## Biografía
Descendiente de una familia de la administración colonial, Robert Fawtier realizó sus estudios en el Liceo Henri-Poincaré de Nancy. Fue aceptado para estudiar Geografía e Historia en 1909, y continuó sus estudios en la École Pratique des Hautes Etudes. Fue en este último lugar donde conoció e hizo amistad con André Oheix. Se doctoró en 1912.
Después de su servicio militar, Robert Fawtier fue nombrado miembro de la Escuela Francesa de Roma. Cuando estalló la Primera Guerra Mundial regresó a Francia donde fue llamado a filas durante la movilización francesa de 1914 y sirvió sucesivamente en los regimientos de infantería nº 95, 31 y 408. Fawtier, varias veces distinguido y mencionado en las órdenes del ejército, finaliza la guerra con el grado de subteniente. Recibió la Cruz de Caballero de la Legión de Honor por su grado militar.
El regreso de Fawtier a la vida civil lo empuja a trasladarse a Inglaterra donde fue nombrado bibliotecario de la Biblioteca John Rylands en Mánchester, antes de convertirse en profesor en la Universidad de Mánchester (1919). Fawtier después se hizo cargo de la Universidad de El Cairo, donde enseñó de 1926 a 1928. Regresó a Francia para convertirse en profesor de la Universidad de Burdeos.
Durante la Segunda Guerra Mundial, Robert Fawtier entró en la resistencia y se unió a la red del Museo del Hombre. Detenido varias veces, Fawtier fue finalmente deportado al campo de Mauthausen, del que no saldría hasta la liberación del campo en mayo de 1945. Después de la guerra se produce su ascenso al rango de oficial de la Legión de Honor.
Desde 1948 Fawtier se convirtió en profesor de Historia de la Edad Media en la Universidad de la Sorbona, cargo que mantuvo hasta su jubilación en 1958. En 1940 fue elegido como primer Secretario General del Consejo Internacional de Filosofía y Ciencias Humanas. Fue miembro de la Academia de Inscripciones y Bellas Letras (1946) y del Comité de Obras Históricas y Científicas.

## Obras
Algunas de sus publicaciones más destacadas fueron:
- 1912: La vie de Saint Samson essai de critique hagiographique. París, Honoré Champion.[2]
- 1921: Sainte Catherine de Sienne Essai de critique des sources. Sources hagiographiques. París, E. de Boccard.[3]
- id.: Saint Samson abbé de Dol. Rennes, Oberthur.[4]
- 1933: La chanson de Roland. Étude historique. París, de Boccard.[5]
- 1940: L'Europe occidentale de 1270 à 1380. Première partie: De 1270 à 1328 en «Histoire générale publiée sous la direction de Gustave Glotz. Histoire du Moyen Age.» Tome VI. París, Presses universitares.
- 1942: Les Capétiens et la France: leur rôle dans sa construction. Presses universitaires de France. Existe una traducción en inglés con varias ediciones y reimpresiones:
  - 1960: The Capetian kings of France : monarchy & nation, 987-1328. Londres, Macmillan.
- 1957-1958: Histoire des institutions françaises au Moyen Âge. París. Junto con Ferdinand Lot.